# Napoli (Mina)
Napoli, è un album della cantante italiana Mina, pubblicato il 28 novembre 1996 per l'etichetta PDU e distribuito dalla EMI.

## Descrizione
«Dolce ed emozionante esperienza dal vivo», come lo definisce lei stessa nei ringraziamenti, «Napoli è il più bel disco di Mina degli anni Novanta, un elegante esercizio di melodie partenopee rilette in chiave jazz, colta eppure popolare, come piacerebbe a João Gilberto, al Caetano Veloso di Fina Estampa». Tutti registrati rigorosamente in presa diretta, i dieci brani scelti per l'occasione spaziano dal classico al meno classico e sono stati sapientemente mescolati dalla voce della Tigre e da un gruppo di musicisti di impostazione jazzistica.
«Ne è venuto fuori un album rigorosissimo, [...] dal mood raccolto, intimistico, rilassato, da club, come se si trattasse di una session dal vivo, senza trucchi, ripensamenti o rifacimenti: è la dimensione migliore di Mina, grande cantante, che riesce a tenere la misura senza sbavature, senza debordare [...] e a realizzare la cosa più riuscita degli ultimi anni».
«La sua Voce si stende su tessiture acustiche [...] e si libera alta, permettendosi di tutto: legati mozzafiato, pause e respiri carnali, sensuali toni bassi, vertiginosi acuti. Le parole sono puro suono, senza mai però perdere il loro significato, arricchito anzi da un fonema gettato lì a mezz'aria, un improvviso ripensamento, una sillaba appena trascinata, un'invenzione vocale».
«Arrangiate, suonate e superbamente cantate da Mina come fossero degli standard jazz, le canzoni di Bruni o Calise si spogliano di ogni possibile retorica, anche di quell'eccesso di melodramma caratteristico di gran parte della musica partenopea, ma non perdono di intensità o emozione. Anzi. Ascoltare, per credere, la versione notturna, malinconica di Passione, le spazzole che scivolano morbide sulla batteria, i sussurri e gli acuti di Mina; e ancora, l'aria vagamente "bossanovista" che introduce Voce 'e notte, i vocalizzi arabeggianti e l'incedere sinuoso di Maruzzella, la versione solo voce e archi di Core 'ngrato, e la chiusura con Indifferentemente che riecheggia la Mina cinica e passionale dei bei tempi».
Tutte le canzoni «sono legate l'una all'altra dai preziosismi vocali di Mina, legati in questo caso più al sussurro che al grido, e dalle raffinate soluzioni sonore del gruppo che la accompagna e sostiene, che non cerca di far spettacolo ma di scandagliare ancora le profondità delle melodie, gli angoli nascosti del suono. Si dovrebbe dire jazz, visto il suono che domina le canzoni, ma sarebbe troppo poco, perché è musica più ricca e appassionata quella che Mina propone. Sono canzoni napoletane, ma appartengono al mondo, e la voce di Mina, non più avvolta dal mistero del suo volto, le racconta e le illumina ancora una volta, con fascino e personalità».
«Dieci canzoni classiche. Aggio perduto o suonno ci dice subito che siamo a notte fonda (ma poi regala un finale di piano elettrico sveglissimo), poi Amaro è 'o bene («C'è nell'aria un presentimento/Questo amore nostro non ha domani») solo voce e chitarra, la struggente Quanno chiove di Pino Daniele resa in trio jazz più meravigliosi archi. Ma anche la tesissima Passione solo voce e piano, la jazz-aforistica Je sto vicino a te ancora di Daniele, e una versione di Nun è peccato che sembra fatta quarant'anni fa. Ma potevano mancare Voce 'e notte, Maruzzella (con quell'aria di misteriosa rumba), Core 'ngrato (voce ferita e archi: meravigliosa) o Indifferentemente, qui nella malinconia di un tango antico e lento? Che dolcissimo, imperdibile disco, che atmosfera meravigliosa. L'anima della musica, se c'è, assomiglia a queste dieci canzoni».
Questo è l'ultimo album ufficiale distribuito dalla EMI.
Tutti gli album distribuiti dalla EMI dal 1996 in poi sono raccolte di brani già incisi da Mina.
Per il Natale 1996 venne distribuito insieme al disco Cremona, uscito pochi mesi prima. La confezione si intitolava, per l'appunto, Buon Natale 1996 e aveva come copertina quella di Cremona con l'aggiunta della neve.

## Tracce
1. Aggio perduto 'o suonno – 5:27 (Gino Redi, Alvise Natili)
2. Amaro è 'o bene – 3:12 (testo: Salvatore Palomba – musica: Sergio Bruni)
3. Quanno chiove – 3:33 (Pino Daniele)
4. Passione – 3:28 (testo: Libero Bovio – musica: Nicola Valente, Ernesto Tagliaferri)
5. Je sto vicino a te – 5:58 (Pino Daniele)
6. Nun è peccato – 4:55 (testo: Ugo Calise – musica: Carlo Alberto Rossi, Ugo Calise)
7. Voce 'e notte – 6:17 (testo: Edoardo Nicolardi – musica: Ernesto De Curtis)
8. Maruzzella – 3:29 (testo: Enzo Bonagura – musica: Renato Carosone)
9. Core 'ngrato – 2:17 (testo: Alessandro Sisca – musica: Salvatore Cardillo)
10. Indifferentemente – 4:38 (testo: Umberto Martucci – musica: Salvatore Mazzocco)

## Versioni Tracce
- Passione:

versione del '61, vedi Mina Gold
- Voce 'e notte:

versione Live TV '61, vedi Signori... Mina! vol. 2

## Formazione
- Mina – voce
- Danilo Rea – pianoforte, Fender Rhodes
- Maurizio Dei Lazzaretti – batteria
- Sandro Gibellini – chitarra
- Naco – percussioni
- Massimo Moriconi – contrabbasso
- Pippo Colucci - tromba
- Umberto Marcandalli – tromba
- Emilio Soana – tromba
- Franco Ambrosetti – flicorno
- Giuseppe Di Stefano - trombone
- Mauro Parodi – trombone
- Gabriele Comeglio – sax

## Classifiche

### Classifiche settimanali
| Classifica (1996) | Posizione massima |
| ----------------- | ----------------- |
| Europa            | 29                |
| Italia            | 2                 |

### Classifiche di fine anno
| Classifica (1996) | Posizione |
| ----------------- | --------- |
| Italia            | 40        |